# Daisuke Inoue
Daisuke Inoue (japonès: 井上大佑)  (Osaka, 10 de maig de 1945) és un home de negocis japonès conegut per ser l'inventor de la màquina de karaoke.
De jove era un músic que treballava ajudant homes de negocis que volien tenir música als bars, i va inventar la màquina com una manera que els homes de negocis poguessin cantar sense haver-hi d'assistir ell. No va patentar la màquina i per això no en va treure profit directament, però va continuar treballant en aquesta indústria i va patentar un pesticida per les màquines de karaoke. El 1999 va ser considerat per la revista Time com "un dels asiàtics més influents del segle", el 2004 se li va atorgar una paròdia del premi Nobel que es diu Premi Ig Nobel de la Pau i el 2005 va ser el protagonista d'un biopic sobre el Karaoke.

## Biografia
Va néixer a Osaka, al Japó, el 10 de maig de 1940. Va ser educat a Nishinomiya, nascut d'un venedor de creps que tenia una parada darrera l'estació de tren. Va començar a tocar la bateria a l'institut, però no era particularment hàbil, i per això acabà dedicant-se a la gestió econòmica de la seva banda, que feia música en un club d'homes de negocis. Va desenvolupar la idea bàsica del karaoke, que significa "orquestra buida", quan un client va voler que li donés suport durant un viatge empresarial on Inoue no podria assistir. Va subministrar a l'home de negocis una màquina amb música per a cantar. Creient que la idea podria tenir èxit, el 1971 va posar en lloguer onze màquines de karaoke a bars de Kobe amb cintes i amplificadors que havia reunit amb alguns amics. Es van fer populars i esdevingueren una tendència a l'alça.
Inoue no va patentar la seva invenció, i per això no va rebre beneficis de manera directa de la seva invenció, que començà a ser un boom en la indústria. Va continuar al camp, inventant un pesticida per repel·lir escarabats i rates que destruïen la part electrònica de les màquines de karaoke. El 1980s, va posar en marxa un negoci relacionat amb les llicències de la música de les cançons del karaoke. La dècada del 1990 amb un karaoke sense utilitzar de vuit pistes va convertir la seva empresa en Daiichikosho, que esdevingué la primera empresa en karaoke, però encara que guanyés molts diners a l'empresa, ho va deixar quan va patir un període de depressió.

## Reconeixements
El 1996, la connexió d'Inoue amb el karaoke va ser publicitada per un canal de televisió de Singapur. El 1999, Time Magazine va reconèixer-li el rol d'Inoue amb el karaoke, en un reportatge sobre "Els asiàtics més influents del segle", comparant el seu invent amb els canvis que Mao Zedong o Gandhi provocaren al seu temps. Pico Iyer, de la revista Time, va escriure que "Inoue va transformar les seves nits" captant l'atenció dels mitjans de comunicació internacionals.
El 2004, Inoue va anar a la Universitat Harvard per acceptar el Premi Ig Nobel de la Pau per haver inventat el karaoke "proporcionant així una manera totalment nova a les persones per tolerar als altres"." Va ser ovacionat després de la seva reacció: "M'agradaria ensenyar al món a cantar". El mestre de cerimònies Marc Abrahams va dir que havia estat l'ovació més llarga per un premiat d'aquest guardó que havia vist mai, i l'ovació va acabar cantant "Can't Take My Eyes off You", una cançó que significa "no puc apartar els meus ulls de tu".
El 2005, el director Hiroyuki Tsuji va presentar una pel·lícula biogràfica amb elements de ficció sobre Inoue anomenada Karaoke.